# Маскаренский тайфунник
Маскаренский тайфунник (лат. Pseudobulweria aterrima) — редкий вид птиц семейства буревестниковые, гнездящийся на острове Реюньон.

## Описание
Маскаренский тайфунник достигает длины 36 см. Оперение преимущественно тёмно-шоколадного цвета. Подбородок и верхняя часть горла светлее. Нижняя сторона крыльев более серебристая. Клюв и ноги чёрные. В середине плавательных перепонок можно увидеть красноватое пятно. Призывный крик состоит из свистящих звуков.

## Образ жизни
Об образе жизни маскаренского тайфунника известно мало. Все гнездовые норы были найдены в растительности на утёсах. Птица гнездятся южным летом. Период гнездования начинается в декабре, а в период с февраля по март птенцы становятся самостоятельными.

## Природоохранный статус
Маскаренский тайфунник долгое время был известен только по четырём музейными экземплярам 19-го столетия, пока с 1964 года не стали поступать сведения о наблюдении этого вида в водах к югу от Реюньона. В 1970, 1973 и в январе 1995 года были найдены 3 погибших птицы. Затем на Реюньоне были обнаружены 5 гнездовий с 9—10 гнездящимися парами. В открытом океане было обнаружено в целом 26 птиц в период с 1978 по 1995 годы, однако, сведений о птицах, находившихся на расстоянии более 500 км от Реюньона, не имелось. Как и для тайфунника Баро (Pterodroma baraui), который также обитает на Реюньоне, основная угроза для птиц исходит от крыс и одичавших кошек. Другой угрозой, особенно для молодых неопытных птиц, является световое загрязнение. Свет от уличных фонарей и осветительных установок на спортивных площадках является причиной того, что молодые птицы при столкновениях получают тяжёлые ранения и погибают. Фактическая численность популяции неизвестна. BirdLife International оценивает мировую популяцию от 90 до 800 особей и классифицирует вид, как находящийся под угрозой исчезновения.